# Frederico Richter
Frederico Richter (Novo Hamburgo, 6 de fevereiro de 1932 – Porto Alegre, 1 de janeiro de 2023) foi um compositor, maestro, violinista e professor brasileiro.

## Biografia
Filho de Frederico Wilhelm e Irma Richter, imigrantes austríacos, nasceu em Novo Hamburgo em 6 de fevereiro de 1932. Foi iniciado na música no lar, aprendendo piano e violino. O pai era um multi-instrumentista profissional e todos os seus oito filhos dominavam algum instrumento.
Formou-se em violino na Universidade Federal do Rio Grande do Sul em 1951, onde obteve o doutorado e livre-docência em 1962. Entre 1979 e 1981 realizou pós-doutorado na Universidade McGill, no Canadá, especializando-se em composição de música eletrônica, sob a orientação de Alcides Lanza. Atuou como professor e pesquisador em vários centros europeus e norte-americanos, publicou artigos em vários veículos especializados e lecionou no Conservatório de Música da Universidade Federal de Pelotas.
Foi violinista da orquestra da Rádio Sociedade Gaúcha, tocando música popular de diversos gêneros. Foi primeiro violino da Orquestra Sinfônica de Porto Alegre de 1950 a 1971 e atuou como maestro com orquestras de São Paulo, Porto Alegre e Montevidéu. Radicando-se em Santa Maria, fundou a Orquestra Sinfônica de Santa Maria, da qual foi regente titular, e na Universidade Federal de Santa Maria deu aulas de violino e música de câmara de 1966 até sua aposentadoria em 1997, quando voltou a viver em Porto Alegre.
Ao comemorar seus 90 anos em 2022, foi homenageado pela UFSM. Na apresentação, Luiz Gonzaga de Almeida disse que Richter havia deixado uma contribuição "gigantesca" para a vida musical santa-mariense e que ele era "uma figura internacional, compositor conhecidíssimo em diversos centros" brasileiros e estrangeiros. Faleceu em 1º de janeiro de 2023. Foi casado com a artista e arte-educadora Ivone de Argollo Mendes, com quem desenvolveu projetos musicais, incluindo um método de iniciação musical, deixando os filhos Maria Elvira, Frederico e Carlos.
Em seu falecimento a OSPA publicou nota de pesar enfatizando que Richter "deixou sua marca na música brasileira como maestro, compositor, professor e músico". O compositor Ricardo Tacuchian escreveu em sua página no Facebook: “O Brasil perde uma importante figura do mundo da música clássica e uma personalidade extremamente dinâmica e gentil".

## Obra
Suas primeiras composições surgiram quando tinha cerca de 12 anos, escrevendo sonatas para piano no estilo de Haydn. Sua primeira canção data de 1945, musicando um poema de Alceu Wamosy. Segundo declarou, nunca teve aulas formais de composição, embora tenha aprendido harmonia na universidade. Ao longo de sua vida deixou mais de mil obras, muitas delas publicadas, incluindo sinfonias, peças de câmara, peças para piano, ópera, oratórios, canções e obras eletroacústicas.
Fez parte da primeira geração de música de vanguarda do Brasil e foi o introdutor da música eletrônica no Rio Grande do Sul. Em termos de número as canções predominam em sua produção, tendo escrito mais de 500 para a formação voz e piano. Segundo sua biografia no portal da UFRGS, é "um dos compositores mais conhecidos do Rio Grande do Sul". Suas obras foram estudadas por diversos acadêmicos, foram executadas no Brasil e no exterior, e recebeu diversos prêmios, entre eles a Medalha do Mérito Universitário da UFSM, 1966; o 1º Prêmio no Concurso Nacional de Brasília, promovido pela Funarte, 1986, e a Medalha do Mérito concedida pelo Conservatório Fallery-Balso de Montevidéu, 1987.
Segundo Caroline Peres, que catalogou suas canções, "o compositor sempre procurou inovar e se utilizou de diversas técnicas composicionais do século XX, como o atonalismo, o dodecafonismo e o serialismo, mesmo não as tendo incorporado definitivamente em sua obra como um todo. [...] Frederico Richter sempre buscou, em sua música, a valorização de elementos que possam ser identificados como brasileiros".
O compositor dividiu sua obra em cinco fases:
- 1ª fase: Tonal/Atonal: 1945 a 1965, onde incorpora influências do romantismo alemão, especialmente dos lieder de Schumann e Schubert, assim como de compositores brasileiros modernos.
- 2ª fase: Serial/Atonal: 1966 a 1979, experimentando com o serialismo e atonalismo em busca de uma linguagem mais livre e de caráter nacionalista, destacando-se o ciclo Concentratas (1967) e Três Canções sobre uma Série (1969).
- 3ª fase: Música Eletrônica e Concreta: 1979 a 1989, desenvolvida a partir de seu contato com a música eletrônica durante seus estudos no Canadá, destacando-se Sonhos e Fantasias (1980) e Estudo Eletrônico (1980).
- 4ª fase: Música Fractal: 1989 a 1993, iniciada após sua visita à Alemanha, fazendo uso de recursos matemáticos e computadorizados, destacando-se Música Fractal I, II, III, IV (1989) e Monumenta Fractallis-Tomas (1991).
- 5ª fase: Tonal Livre/Pós-Moderna: 1993 a 2016, com grande concentração na composição para voz e uma estrutura tonal livre.

De acordo com o Guia da Música Contemporânea Brasileira da Unicamp, também merecem destaque em sua produção as obras Bendição (1971) para coro misto; Livro de Corais (1975) para coro misto; os Quartetos de Cordas (1980); Suíte (1981) para violino solo; Bacanal (1981) para coro misto; Sinfonia Ano 2000 pela Paz (1989) para orquestra sinfônica; O Amanhecer no Planeta - o sol, pássaros e as máquinas (1992) para orquestra sinfônica; Trio para flauta, clarinete e fagote, e Música Eletrônica Hall Concórdia University (1992).